# Le Prince de la brume
Le Prince de la brume (titre original : El principe de la niebla) est un roman de fantastique espagnol de Carlos Ruiz Zafón qui est paru en 1993. Il est publié en français en 2011 aux éditions Robert Laffont dans une traduction de François Maspero et constitue le premier tome du Cycle de la brume.

## Résumé
En 1943, pour fuir la guerre, la famille Carver, composée du père Maximilian, de la mère Andrea et de leurs trois enfants (Alicia, quinze ans, Max, treize ans et Irina, huit ans) quitte sa ville pour un village de la côte dans lequel ils prennent possession d'une ancienne maison ayant appartenu au docteur Richard Fleischman. Maximilian apprend à sa famille que cette maison a été abandonnée à la suite du décès de Jacob Fleischman par noyade à l'âge de sept ans et à celui de son père peu de temps après, sa santé s'étant bien dégradée à la suite de cet accident.
Max et sa sœur Alicia nouent rapidement une amitié avec Roland, un adolescent plus âgé que lui. Roland a perdu ses parents et est élevé par Victor Kray, le gardien du phare qu'il considère comme son grand-père. Petit à petit, Max fait face à d'étranges manifestations surnaturelles il découvre que Roland est au courant d'une certaine malédiction tournant autour du village et de l'ancienne maison des Fleischman. Sur les conseils de Roland, les deux garçons interrogent Victor Kray, qui leur révèle une histoire étonnante. Un homme, prénommé Caïn, est à la base de cette malédiction.
Victor raconte son histoire. Il connut Caïn dans sa jeunesse quand son meilleur ami, Richard Fleischman, est tombé sous sa coupe en acceptant un marché : l'amour d'Eva Gray, que les deux hommes courtisaient, en échange de la vie de leur premier enfant. Richard Fleischman n'eut de cesse toute sa vie d’empêcher une telle naissance, détériorant ainsi la santé mentale de sa femme. Craignant pour sa vie, il retourna alors voir son ami d'enfance Victor pour tout lui avouer et lui demander son aide. Victor retrouva Caïn alors qu'il s’apprêtait à quitter précipitamment la ville à bord d'un bateau, l'Orpheus, pour fuir des soucis juridiques. Victor s'embarqua également pour le suivre. Le bateau fit naufrage près de la côte, sur des récifs au large d'un village. Victor fut le seul survivant même si aucun corps ne fut jamais retrouvé. Recueilli et soigné par les villageois, Victor décida de rester vivre à cet endroit et construisit un phare afin qu'un tel naufrage ne puisse plus jamais se reproduire.
Victor arrête alors son récit. Quelques jours plus tard, Max revient le voir seul il parvient à lui arracher son terrible secret. Après le naufrage de l'Orpheus, Victor prit contact avec Eva Gray, et Richard Fleischman découvrit ainsi la mort de son pire ennemi. Il décida de faire construire une maison sur la plage face aux rochers ayant causé le naufrage. Deux ans plus tard, sa femme mit au monde Jacob, leur premier enfant. La famille vécut heureuse pendant sept ans jusqu'à ce que Caïn fit mystérieusement son retour et exigea son dû. Caïn entraîna Jacob au fond de l'eau malgré l'apparition de Victor, qui parvint à chasser l'homme démoniaque, Jacob succomba. Éperdu de chagrin, Richard Fleischman offrit sa vie à Caïn en échange de celle de son fils. Caïn accéda à sa demande, et Jacob revint à la vie complètement amnésique. Ses parents confirent alors Jacob à Victor et décidèrent de quitter le village à tout jamais pour protéger leur enfant. Victor éleva alors l'enfant et le prénomma Roland tout en laissant le village penser que Jacob était bel et bien mort et qu'il s'occupait d'un enfant dont les parents venaient de décéder.
Quand Max quitte Victor et se rend sur la plage, il y découvre Roland et Alicia aux prises avec Caïn. Max et sa sœur parviennent à s'en sortir mais Roland, en sauvant Alicia, perd la vie. Quelques jours plus tard, Victor quitte définitivement le village et laisse les clés du phare à Max.

## Éditions
- El principe de la niebla, Edebé, 1993, 221 p.  (ISBN 978-84-236-3256-5)
- Le Prince de la brume, Robert Laffont, 3 novembre 2011, trad. François Maspero, 210 p.  (ISBN 978-2-221-12289-1)
- Le Prince de la brume, Pocket Jeunesse, 3 novembre 2011, trad. François Maspero, 205 p.  (ISBN 978-2-266-21304-2)
- Le Prince de la brume, Pocket no 14696, 8 novembre 2012, trad. François Maspero, 192 p.  (ISBN 978-2-266-21256-4)
- Le Prince de la brume, Pocket Jeunesse no J2497, 8 novembre 2012, trad. François Maspero, 211 p.  (ISBN 978-2-266-23447-4)
- Le Prince de la brume, Actes Sud, coll. « Babel » no 1735, 3 mars 2021, trad. François Maspero, 208 p.  (ISBN 978-2-330-14676-4)